# Vrhovine (gmina Ub)
Vrhovine (cyr. Врховине) – wieś w Serbii, w okręgu kolubarskim, w gminie Ub. W 2011 roku liczyła 455 mieszkańców.